# Theronia steindachneri
Theronia steindachneri är en stekelart som beskrevs av Krieger 1906. Theronia steindachneri ingår i släktet Theronia och familjen brokparasitsteklar. Inga underarter finns listade i Catalogue of Life.